# Heion sedai no idaten-tachi
Heion sedai no idaten-tachi (jap. 平穏世代の韋駄天達) – manga napisana przez Amaharę i zilustrowana przez Coolkyousinnjya, wydawana od sierpnia 2018 roku przez magazyn Young Animal. Została ona oparta na komiksie internetowym tworzonym przez Amaharę.
22 lipca 2021 odbyła się premiera anime opartego na podstawie mangi.

## Fabuła
Osiemset lat temu doszło do zapieczętowaniu demonów, co położyło kres wojnie. Doprowadziła ona prawie do wyginięcia ludzkości. W obliczu zagłady ludziom pozostała wyłącznie modlitwa. W końcu zjawiły się tajemnice istoty zwane idaten. Zakończyły one krwawy rozdział w historii ludzkości i dzięki nim zapanowała era pokoju. Niestety po 800 latach demony powracają, a walczyć z nimi muszą urodzeni w pokojowych czasach idaten.

## Bohaterowie[3]
- Hayato (jap. ハヤト) – Mało bystry idaten i uczeń Rin, który uwielbia walczyć. Jest osobą prostolinijną i szczerą.
- Ysley (jap. イースリイ Īsurii) – Jeden z najmłodszych idaten, którego największą pasją jest nauka i czytanie. Podobnie jak Hayato był kiedyś uczniem Rin, lecz uciekł z powodu poziomu trudności jej treningów.
- Paula (jap. ポーラ Pōra) – Życzliwa i uprzejma idaten, przyjaźniącą się z Hayato i Ysleyem. Ma zdolność rozmawiania z ptakami.
- Rin (jap. リン) – Ostatnia idaten pamietająca czasy wojny z demonami. Mimo zapieczętowania demonów, przez osiemset lat nie przerwała swoich treningów. Jest najsilniejszą idaten, trenującą młodsze pokolenie.
- Prontea (jap. プロンテア Purontea) – Były uczeń Rin, który z powodu jej treningu nabawił się traumy. Zazwyczaj jest osobą wesołą i spokojną.
- Gil (jap. ギル Giru) – Bardzo religijna zakonnica, która dba o życie innych ludzi.
- Piscalat (jap. ピサラ) – Jest demonem i generałem kraju Zoble.
- Nickel (jap. ニッケル Nikkeru) – Demon, który choć z wyglądu przypomina dziecko, jest bardzo brutalny. Podobnie jak Hayato kocha walczyć.
- Cory (jap. コリー Korī) – Demon, żołnierz.
- Nept (jap. ネプト Neputo) – Demon i generał marynarki.
- Miku (jap. ミク) – Demon, odpowiedzialny za trening armii Zoble. Zajmuje się szkoleniem niewolników. Jest najlepsza w planowaniu i strategii.
- Brandy (jap. ブランディ Burandi) – Królowa i żona Takeshity.
- Takeshita (jap. タケシタ) – Cesarz.
- Ōbami (jap. オオバミ Oobami) – Tajemniczy staruszek, który nazywa się naukowcem, posiada ciało robota.

## Manga
Seinen-manga wydawana jest od 2018 roku w magazynie Young Animal.
| Nr | Data wydania (język japoński) | ISBN (język japoński)  |
| -- | ----------------------------- | ---------------------- |
| 1  | 29 stycznia 2019              | ISBN 978-4-592-16321-3 |
| 2  | 12 listopada 2019             | ISBN 978-4-592-16322-0 |
| 3  | 11 sierpnia 2020              | ISBN 978-4-592-16323-7 |
| 4  | 29 czerwca 2021               | ISBN 978-4-592-16324-4 |
| 5  | 29 lipca 2021                 | ISBN 978-4-592-16325-1 |
| 6  | 29 czerwca 2022               | ISBN 978-4-592-16326-8 |
| 7  | 28 lutego 2023                | ISBN 978-4-592-16327-5 |